# Lapptjärnen (Vännäs socken, Västerbotten)
Lapptjärnen är en sjö i Vännäs kommun i Västerbotten och ingår i Umeälvens huvudavrinningsområde. Sjön har en area på 0,0457 kvadratkilometer och ligger 225,7 meter över havet. Sjön avvattnas av vattendraget Björnlandsbäcken.

## Delavrinningsområde
Lapptjärnen ingår i det delavrinningsområde (708548-168622) som SMHI kallar för Mynnar i Pengsjön. Medelhöjden är 205 meter över havet och ytan är 5,38 kvadratkilometer. Det finns inga avrinningsområden uppströms utan avrinningsområdet är högsta punkten. Björnlandsbäcken som avvattnar avrinningsområdet har biflödesordning 3, vilket innebär att vattnet flödar genom totalt 3 vattendrag innan det når havet efter 68 kilometer. Avrinningsområdet består mestadels av skog (82 procent). Avrinningsområdet har 0,04 kvadratkilometer vattenytor vilket ger det en sjöprocent på 0,7 procent.